# Magny-la-Fosse Upslands Cemetery
 (mai 2018).
Si vous disposez d'ouvrages ou d'articles de référence ou si vous connaissez des sites web de qualité traitant du thème abordé ici, merci de compléter l'article en donnant les références utiles à sa vérifiabilité et en les liant à la section « Notes et références ».
Le cimetière militaire britannique "Upslands" de Magny-la-Fosse est situé en pleine campagne, à 2 km au nord-est du village, le long de la route menant de Joncourt à Bellenglise.

## Histoire
Le village de Magny-la-Fosse fut conquis par la 46e (North Midland) Division le 29 septembre 1918, après leur prise de Bellenglise, mais le cimetière appartient plutôt à la 32nd Division, qui les suivit. Le cimetière d'Uplands comporte 43 sépultures de la Première Guerre mondiale, dont trois non identifiées. Le cimetière a été conçu par W. H. Cowlishaw.

## Galerie

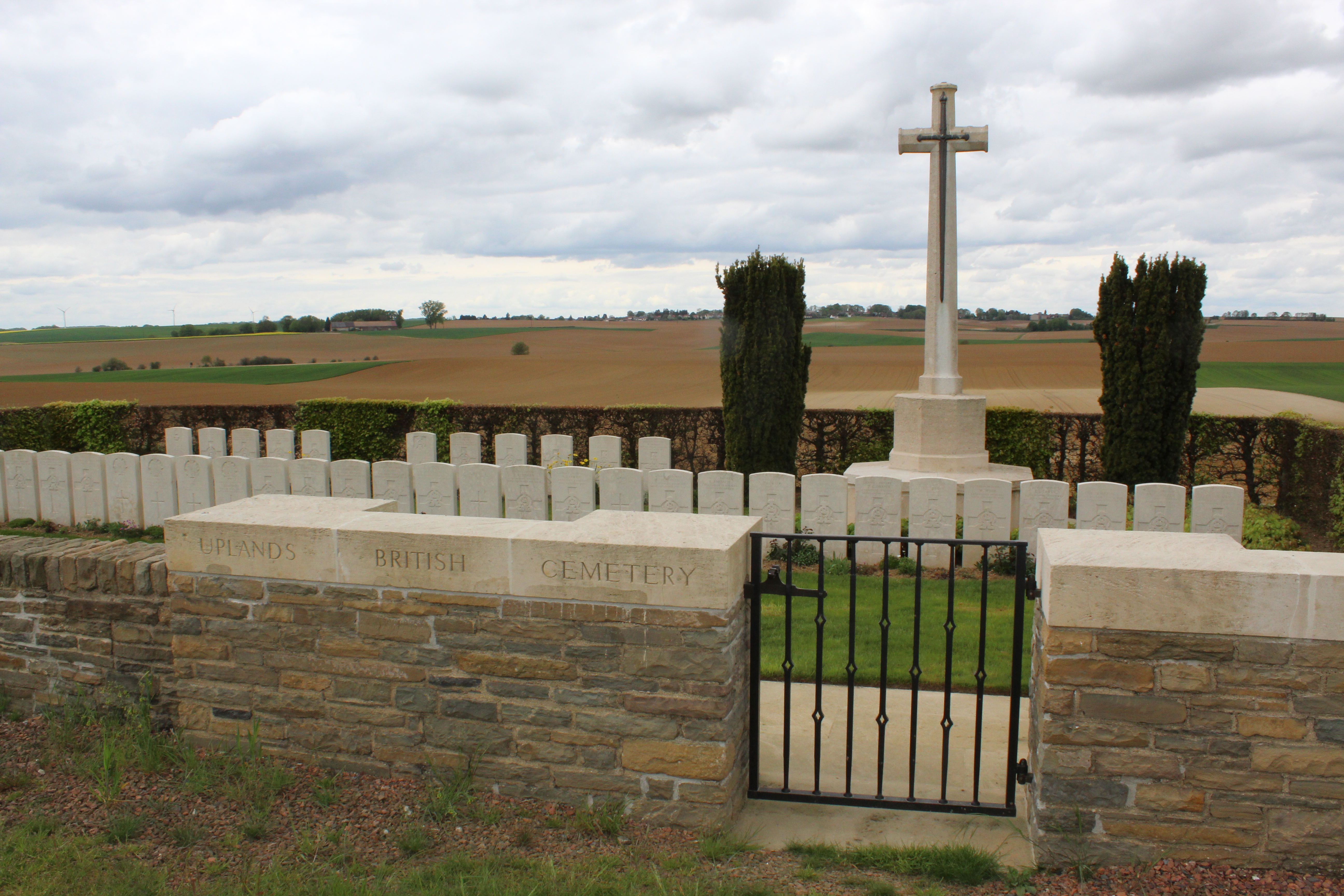
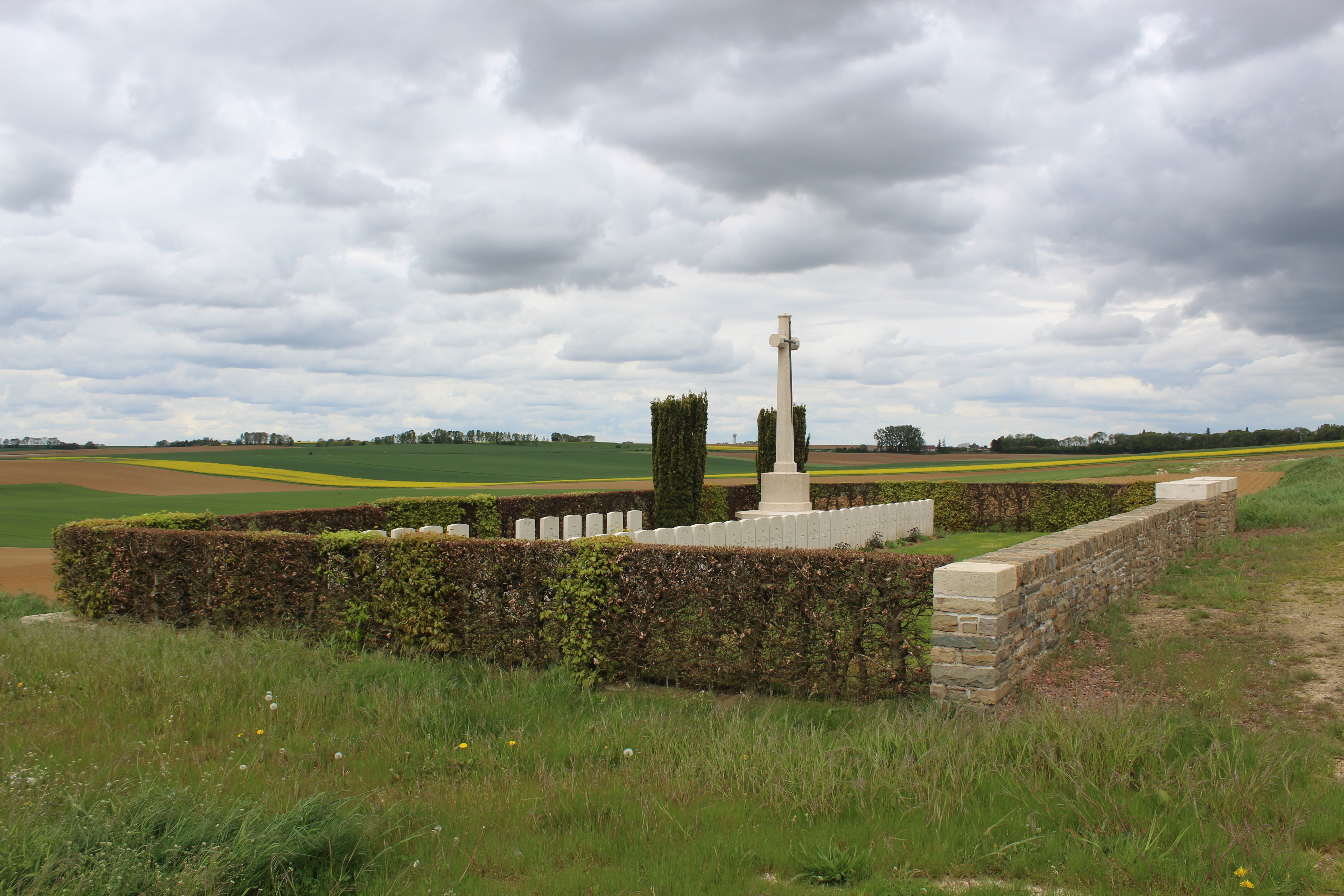
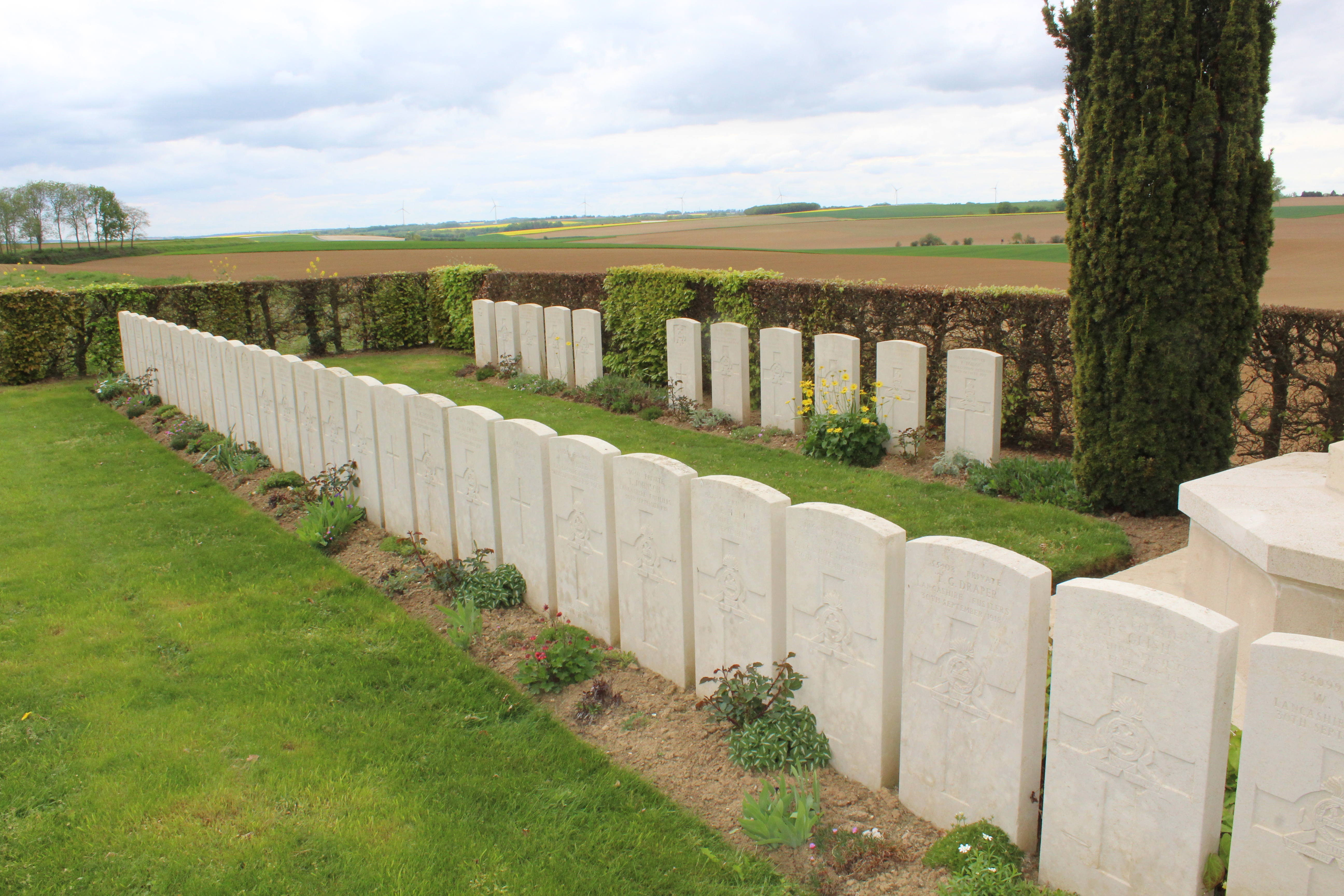
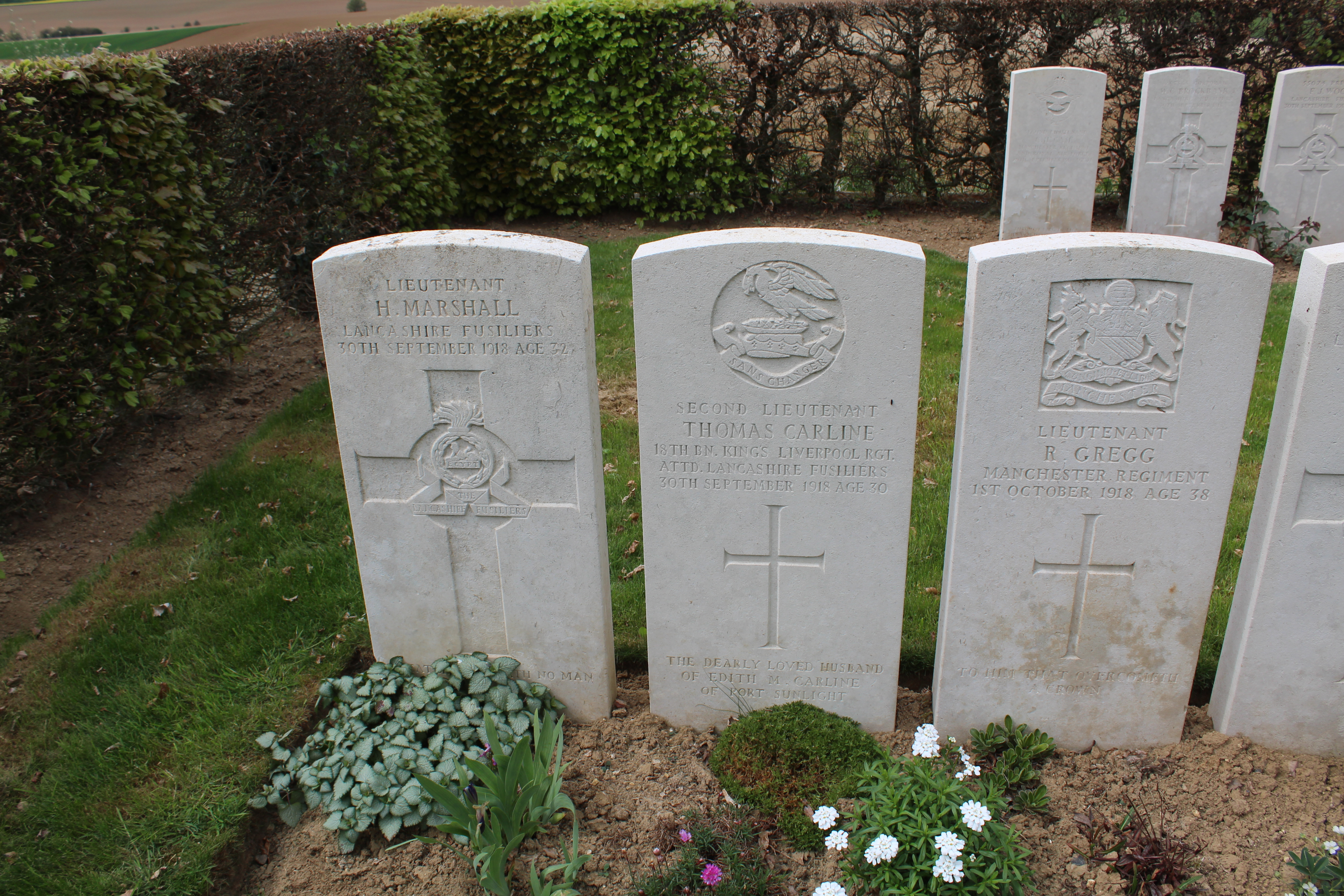

## Tombes
| Pays        | Tombes |
| ----------- | ------ |
| Royaume-Uni | 43     |